# Badia Ardenga
La badia Ardenga (più propriamente chiesa di Sant'Andrea Apostolo) è un edificio sacro che si trova nella località omonima a Montalcino.

## Storia e descrizione
Già monastero vallombrosano fondato nell'XI secolo dai conti dell'Ardenga, fu soppresso da papa Pio II nel 1462. Di architettura romanica con elementi di cultura artistica lombarda e francese, si presenta attualmente molto rimaneggiata. In origine l'edificio era a tre navate, ridotte ad una, ed abside, attualmente mancante.
Sul cortile interno si affacciano un loggiato e un porticato. Si distingue il campanile a vela con trifore su colonnette e capitello. Sotto il presbiterio è una cripta del XII secolo, il cui accesso è a destra dell'altare maggiore, che originariamente era formata da sette piccole navate.

## Opere già in loco
- Guido da Siena e Dietisalvi di Speme, Dossale di Badia Ardenga, oggi smembrato in varie sedi.